# Arthrocnemum
Arthrocnemum é um género de plantas com flor pertencente à família Chenopodiaceae.
O género foi descrito por Alfred Moquin-Tandon e publicado em Chenopodearum Monographica Enumeratio 111–113. 1840. A espécie-tipo é Arthrocnemum fruticosum (L.) Moq.
Trata-se de um género reconhecido pelo sistema de classificação filogenética Angiosperm Phylogeny Website.Neste sistema o género é colocado na família Amaranthaceae.

## Espécies
É composto por 54 espécies descritas e destas 3 são aceites.
- Arthrocnemum ciliolatum Bunge ex Ung.-Sternb.
- Arthrocnemum macrostachyum (Moric.) K.Koch
- Arthrocnemum subterminale (Parish) Standl.

## Portugal
Em Portugal é representado por uma espécie, Arthrocnemum macrostachyum (Moric.) Moris, sendo autóctone de Portugal continental.